# Lee Young-yoo
Lee Young-yoo (이영유), née le 11 avril 1977, est une scénariste et dessinatrice coréenne, auteur de manhwa, ou bande dessinée coréenne.
Plusieurs de ses séries ont été publiées en français aux éditions Saphira :
- Kill me kiss me
- Bom Bom